# ماتيوز بروس
ماتيوز بروس (بالبولندية: Mateusz Prus)‏ هو لاعب كرة قدم بولندي في مركز حراسة المرمى، ولد في 9 مارس 1990 في زاموشتش في بولندا. لعب مع رتش شوروزو ورودا كيركراده وزاغليبي سوسنويتش.